# Hauterive-la-Fresse
Hauterive-la-Fresse är en kommun i departementet Doubs i regionen Bourgogne-Franche-Comté i östra Frankrike. Kommunen ligger i kantonen Montbenoît som tillhör arrondissementet Pontarlier. År 2022 hade Hauterive-la-Fresse 227 invånare.

## Befolkningsutveckling
Antalet invånare i kommunen Hauterive-la-Fresse
Referens:INSEE